# Будко, Мария Михайловна
Мария Михайловна Будко (укр. Будко Марія Михайлівна; 19 мая 2004, Харьков , Украина) — украинская хоккеистка и модель, выступающая на позиции нападающего.

## Биография
Мария Будко родилась 19 мая 2004 года в Харькове. В сезоне 2019/20 дебютировала в чемпионате Украины по хоккею с шайбой за команду «Пантеры» Харьков.
Также в сезоне 2020/21 выступала за команду «Днепровские Белки» Днепр, где завоевала бронзовую медаль. С 2018 года стала тренироваться с мужской командой U17-16 ХК «Дружба» г. Харьков.
В июне 2021 года прошёл турнир «Кубок Азовского моря», где Будко сыграла за «Днепровских Белок».
Вне хоккея — блогер, модель.